# Ciudad Real (stad)
Ciudad Real is een gemeente en een stad in de Spaanse provincie Ciudad Real in de regio Castilië-La Mancha met een oppervlakte van 285 km². Het is tevens de hoofdstad van de provincie. Ciudad Real heeft 74.054 inwoners (1 januari 2016).

## Geschiedenis
Op negen kilometer afstand van waar destijds, op de plaats van de huidige stad, het dorp Pozo Seco de Don Gil lag, speelde zich op 19 juli 1195 de Slag bij Alarcos tussen christelijke en islamitische troepen af. 
De stad werd in 1255 gesticht door Alfons X van Castilië om te vechten met de militaire Orde van Calatrava. In de eeuwen daarna werd zo'n vier kilometer stadsmuren gebouwd met in totaal een dertigtal torens. De bevolking bestond toen uit een mix van joden, moslims en christenen. In december 1420 verkreeg Ciudad Real, als dank voor haar houding tijdens een voorafgaande burgeroorlog,  het stadsrecht van koning Johan II van Castilië. Tevens mocht de stad een wapenschild gaan voeren, met de wapenspreuk Muy noble y muy leal ( zeer edel en zeer trouw). 
In 1508 werd de stad zwaar getroffen door een overstromingsramp. 
De stad werd in de 15e en 16e eeuw ook een vestigingsplaats van de Spaanse Inquisitie. 
Na de unificatie van de Iberische koninkrijken door de Katholieke Koningen, werd Ciudad Real de hoofdstad van de provincie La Mancha in 1691. Door dit feit kwam de stad terecht in een economische bloeiperiode en werden vele belangrijke gebouwen opgetrokken. Wel vond, ook nog in 1691, een anti-joodse pogrom plaats; veel joden werden gedwongen, zich tot de Rooms-Katholieke Kerk te bekeren.
Vele van de 16e en 17e-eeuwse gebouwen werden in 1755 door de aardbeving met epicentrum in Lissabon verwoest. De 13e-eeuwse Puerta de Toledo bleef echter gespaard; deze stadspoort is één der schaarse overblijfselen uit de middeleeuwen, die thans nog in Ciudad Real te zien zijn.
Tijdens de Spaanse Onafhankelijkheidsoorlog, op 26 en 27 maart 1809, hebben de Franse troepen onder Napoleon Bonaparte de Spaanse verslagen en hebben de stad een tijdlang bezet. Ze gebruikten de lokale ziekenhuizen als hoofdkwartieren.
In de Spaanse Burgeroorlog bleven opvallend veel inwoners de republikeinse regering trouw (zij noemden een deel van de stad Ciudad Leal, trouwe stad), wat in de repressie daarna tot gevolg had, dat 1000 vooral linkse inwoners op last van de regering-Franco geëxecuteerd werden.

## Demografische ontwikkeling
Bron: INE; 1857-2011: volkstellingen
Opm.: In 1857 werd Poblete een zelfstandige gemeente

## Verkeer en vervoer
De stad heeft een station dat gelegen is aan het hogesnelheidsnet en op de breedspoorlijn van Manzanares - Mérida.
De stad beschikt ook over een luchthaven, de in 2006 aangelegde Aeropuerto de Central Ciudad Real. Na amper twee jaar geopend te zijn moest deze in 2010 alweer sluiten door een gebrek aan passagiers.

## Sport
De stad huisvest de handbalclub BM Ciudad Real, die in 2006, 2008 en 2009 de EHF Champions League heeft gewonnen.

## Stedenbanden
Ciudad Real heeft een stedenband met:
- Arafo
- College Station
- San Cristóbal de las Casas
- Târgoviște

## Geboren in Ciudad Real
- Hernán Pérez del Pulgar (1451), militair kapitein tijdens de Reconquista.
- Manuel Marín (1949-2017), politicus, voormalig voorzitter van Spaanse Congres van Afgevaardigden en voorzitter van de Europese Commissie (1999)
- José María Barreda (1953), voormalig president van Castilië-La Mancha.
- Fernando Luna (1958), oud-tennisser.
- Juande Ramos (1954), voetbaltrainer
- Manuel Sanromà (1977-1999), wielrenner

Albacete · Alicante · Almería · Ávila · Badajoz · Badalona · Barcelona · Bilbao · Burgos · Cáceres · Cádiz · Cartagena · Castelló de la Plana · Ceuta · Ciudad Real · Córdoba · A Coruña · Cuenca · Elche/Elx · Gijón · Girona · Granada · Guadalajara · L'Hospitalet de Llobregat · Huelva · Huesca · Jaén · Jerez de la Frontera · León · Lleida · Logroño · Lugo · Madrid · Málaga · Melilla · Mérida · Móstoles · Murcia · Oviedo · Ourense · Palencia · Palma · Las Palmas de Gran Canaria · Pamplona · Pontevedra · Sabadell · Salamanca · San Sebastián · Santa Cruz de Tenerife · Santander · Santiago de Compostella · Segovia · Sevilla · Soria · Tarragona · Terrassa · Teruel · Toledo · Valencia · Valladolid · Vigo · Vitoria-Gasteiz · Zamora · Zaragoza
Abenójar · Agudo · Alamillo · Albaladejo · Alcázar de San Juan · Alcoba · Alcolea de Calatrava · Alcubillas · Aldea del Rey · Alhambra · Almadén · Almadenejos · Almagro · Almedina · Almodóvar del Campo · Almuradiel · Anchuras · Arenales de San Gregorio · Arenas de San Juan · Argamasilla de Alba · Argamasilla de Calatrava · Arroba de los Montes · Ballesteros de Calatrava · Bolaños de Calatrava · Brazatortas · Cabezarados · Cabezarrubias del Puerto · Calzada de Calatrava · Campo de Criptana · Cañada de Calatrava · Caracuel de Calatrava · Carrión de Calatrava · Carrizosa · Castellar de Santiago · Chillón · Ciudad Real · Corral de Calatrava · Cózar · Daimiel · El Robledo · Fernán Caballero · Fontanarejo · Fuencaliente · Fuenllana · Fuente el Fresno · Granátula de Calatrava · Guadalmez · Herencia · Hinojosas de Calatrava · Horcajo de los Montes · La Solana · Las Labores · Llanos del Caudillo · Los Cortijos · Los Pozuelos de Calatrava · Luciana · Malagón · Manzanares · Membrilla · Mestanza · Miguelturra · Montiel · Moral de Calatrava · Navalpino · Navas de Estena · Pedro Muñoz · Picón · Piedrabuena · Poblete · Porzuna · Pozuelo de Calatrava · Puebla de Don Rodrigo · Puebla del Príncipe · Puerto Lápice · Puertollano · Retuerta del Bullaque · Ruidera · Saceruela · San Carlos del Valle · San Lorenzo de Calatrava · Santa Cruz de los Cáñamos · Santa Cruz de Mudela · Socuéllamos · Solana del Pino · Terrinches · Tomelloso · Torralba de Calatrava · Torre de Juan Abad · Torrenueva · Valdemanco del Esteras · Valdepeñas · Valenzuela de Calatrava · Villahermosa · Villamanrique · Villamayor de Calatrava · Villanueva de la Fuente · Villanueva de los Infantes · Villanueva de San Carlos · Villar del Pozo · Villarrubia de los Ojos · Villarta de San Juan · Viso del Marqués